# Boogie (film)
Boogie è un film del 2021 scritto e diretto da Eddie Huang, al suo debutto alla regia.
Con protagonisti Taylor Takahashi, Taylour Paige, Pop Smoke e Jorge Lendeborg Jr., il film è stata la prima e unica apparizione cinematografica del cantante Pop Smoke, deceduto nel febbraio del 2020. È stato distribuito nelle sale statunitensi a partire dal 5 marzo 2021 da Focus Features. Boogie ha ricevuto delle recensioni miste da parte della critica specializzata, e al botteghino ha incassato 4,3 milioni di dollari.

## Trama
Alfred Chin, soprannominato "Boogie", è un talento della pallacanestro del Queens, New York. Boogie lotta per bilanciare la pressione dei suoi genitori, cinesi, che hanno alte aspettative per una borsa di studio con il suo sogno di giocare nell'NBA.

## Produzione
Nel mese di agosto 2019 è stato annunciato che Taylor Takahashi, Pamelyn Chee e Jorge Lendeborg Jr. avrebbero fatto parte del cast del film, scritto e diretto da Eddie Huang e distribuito dalla Focus Features. Il mese successivo sono entrati nel cast Mike Moh, Dave East, Perry Yung, Alexa Mareka, Taylour Paige e Domenick Lombardozzi.
La fase di lavorazione è iniziata ad agosto 2019 a New York, nei distretti del Queens, Manhattan e a Flushing. Le riprese si sono svolte il ventisei giorni.

## Distribuzione
Il film è stato distribuito dalla Focus Features a partire dal 5 marzo 2021.

## Accoglienza

### Incassi
Negli Stati Uniti d'America e nel Canada, Boogie ha incassato 430 000 dollari da 1 252 sale nel primo giorno di proiezione e 4 178 620 in totale. In Corea del Sud, il film è stato proiettato in 13 sale per un week-end con un incasso di 6 983 dollari, portando il totale complessivo a 4 191 023 $.

### Critica
Secondo l'aggregatore di recensioni Rotten Tomatoes, il film ha ottenuto un indice di apprezzamento del 42% e un voto di 5,50 su 10 sulla base di 81 recensioni. Il consenso critico del sito recita: «Boogie manca la sua occasione con una trama artificiosa e un tono irregolare». Su Metacritic, il film ha ottenuto un voto di 54 su 100 sulla base di 24 recensioni.